# Cracker Barrel
Cracker Barrel Old Country Store, Inc. est une chaîne américaine de restaurants combinés avec une boutique cadeaux sur le thème de la culture des États du Sud. La société est fondée par Dan Evins en 1969. Il ouvre son premier commerce à Lebanon au Tennessee, qui est toujours le siège de la société. Les magasins de la chaîne sont tout d'abord placés près des sorties d'autoroutes dans le Sud-Est et le Midwest des États-Unis, avant de se répandre dans tout le pays durant les années 1990 et 2000. En date du 18 septembre 2012, la chaîne exploitait 620 magasins dans 42 États.
Le menu de Cracker Barrel est basé sur la cuisine traditionnelle du Sud, le décor est conçu pour ressembler à un magasin général d'autrefois, comme sorti du plus pur western. Chaque restaurant dispose d'une véranda où s'alignent des fauteuils à bascule (rocking chairs), d'une cheminée en pierre et d'objets provenant de la région. La chaîne a remporté de nombreux prix commerciaux pour sa publicité extérieure particulière le long des autoroutes américaines. Cracker Barrel est connu pour son partenariat avec des artistes de musique country et a été remarquée pour son activité caritative en faveur des victimes de l'ouragan Katrina et des anciens combattants.
Pendant les années 1990, la société a fait l'objet d'une controverse concernant sa position officielle au sujet des employés gays et lesbiennes ainsi que pour ses pratiques discriminatoires à l'encontre des employés afro-américains et des femmes. Le traitement des clients issus de groupes minoritaires de la société a également été critiqué, des clients se plaignant d'une ségrégation raciale lors du placement aux tables et d'une différence de qualité du service. À la suite d'un accord avec le département de la Justice des États-Unis et de la mise en œuvre de politiques de non-discrimination, la société a mis l'accent sur l'amélioration de la représentation des minorités et de la participation civique, en particulier pour la communauté noire. Les actionnaires de la société y ont ajouté une politique de non-discrimination de l'orientation sexuelle pour l'entreprise en 2002.

## Histoire
« Cracker Barrel » est une expression que l'on pourrait traduire par le « tonneau du Sudiste » ou par le « tonneau de biscuits ». Le logo de la compagnie laisse planer le doute, puisqu'il représente un homme, visiblement un paysan, assis au côté d'un tonneau.
Aux États-Unis, le mot « cracker », est une expression parfois raciste « white cracker » ou « cracka », désignant les Blancs et en particulier les ouvriers agricoles blancs et pauvres du Sud. Il est aussi utilisé par les Blancs dans un sens neutre, voire valorisant, pour marquer la fierté d'appartenir à la communauté du Sud. Le mot « barrel » se traduit en français par tonneau ou baril. 
Entre le XIXe et le XXe siècle, une bonne partie des produits alimentaires était vendue au poids ou au volume dans les magasins généraux (general stores) américains. Il en allait de même des biscuits que l'on nomme crackers et qui étaient livrés en tonneau chez les détaillants, le fameux « cracker barrel ». 

### Première implantation et croissance
Cracker Barrel est fondé en 1969 par Dan Evins, un commercial de Shell Oil, qui développe à l'origine le concept de restaurant et boutique pour augmenter l’attractivité des stations-service et la vente de carburant. Conçus pour ressembler au traditionnel general store de ses souvenirs d'enfance et un nom qui sent bon le sud des États-Unis, Cracker Barrel est destiné à attirer la curiosité des voyageurs des autoroutes  . Le premier restaurant est construit le long de l'Interstate 40, à Lebanon dans le Tennessee. Il ouvre en septembre 1969, servant de la cuisine typique du Sud, comme les biscuits, grits, country ham et autres turnip greens à des prix raisonnables.
Evins fait de Cracker Barrel une société anonyme en février 1970 et ouvre bientôt de nouvelles succursales. Au début des années 1970, l'entreprise loue des terrains aux abords de stations-service le long des interstate pour y construire ses restaurants. Ces premiers emplacements mettent en vedette les pompes à essence. Pendant la crise pétrolière des années 1970, l'entreprise commence à construire des restaurants à l'écart des débits de carburants. Dans les années 1980, Cracker Barrel réduit le nombre de stations-service puis finit par les éliminer complètement, axant son développement sur ses restaurants et boutiques. La société entre en Bourse en 1981 afin d'obtenir les fonds nécessaires à son expansion,. Elle lève plus d'un demi-million d'actions, pour un total de 4,6 millions de dollars. À la suite de l'offre publique initiale, l'action Cracker Barrel a progressé d'environ 20 pour cent par an. En 1987, l'entreprise est devenue une chaîne de plus de 50 points de vente dans huit États, avec un chiffre d'affaires net de près de 81 millions de dollars.

### Nouveaux marchés et recentrage des activités

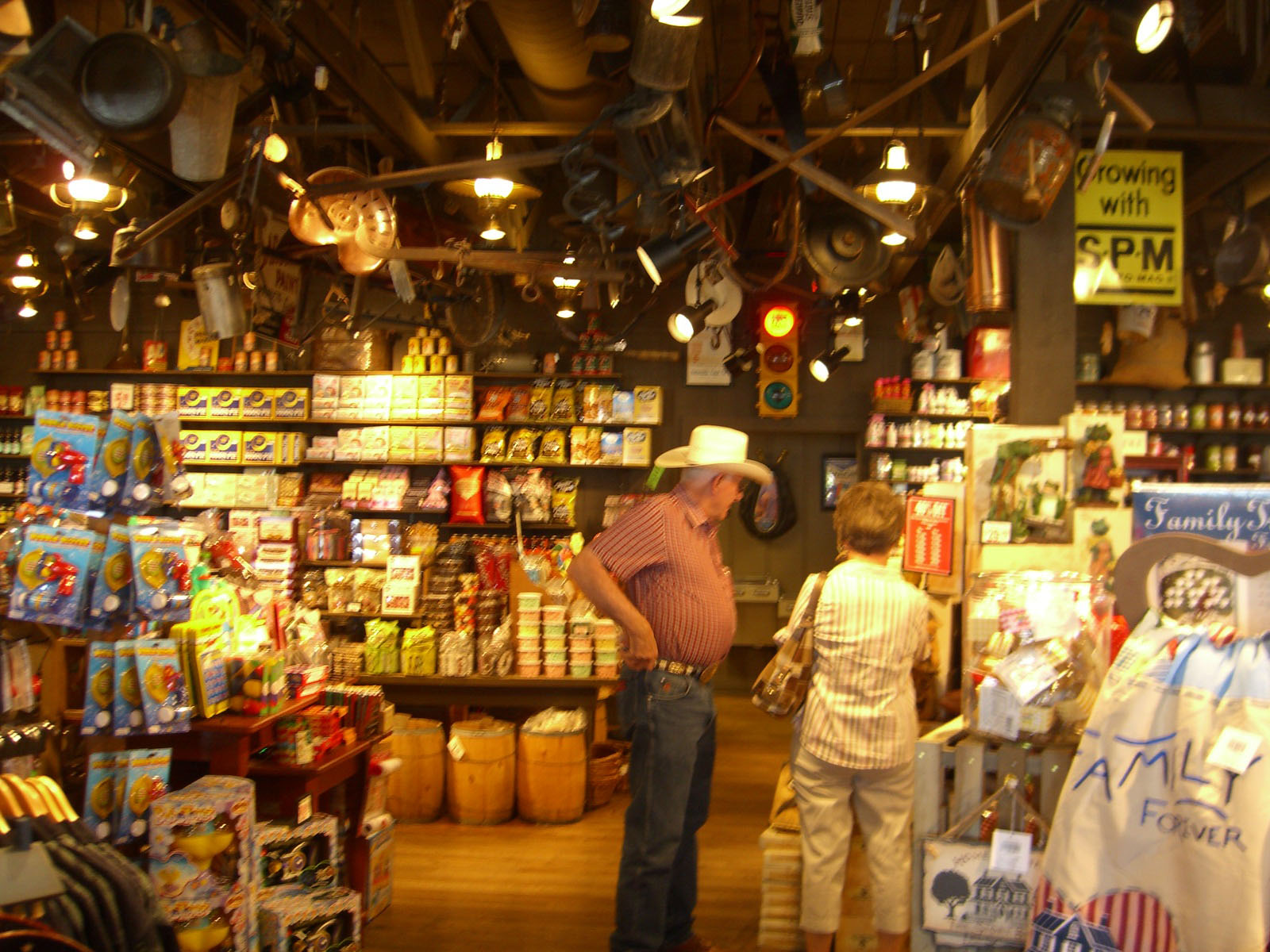
Boutique d'un Cracker Barrel à Albuquerque.

La société se développe régulièrement dans les années 1980 et 90, atteignant une capitalisation boursière d'un milliard de dollars vers 1992,,. En 1993, le chiffre d'affaires de la chaîne est près de deux fois celui de n'importe quel autre restaurant familial.
En 1994, la chaîne teste un restaurant de vente à emporter, « Cracker Barrel Old Country Store Corner Market », dans les quartiers résidentiels de banlieue. En outre, elle se diversifie sur de nouveaux marchés, créant des Cracker Barrel en dehors des États du Sud, et teste des modifications de ses menus afin de s'adapter aux nouvelles régions. La chaîne ajoute des plats régionaux à ses menus, y compris les œufs à la salsa au Texas et le Reuben sandwich à New York, mais continue d'offrir son menu original dans tous les restaurants.
En septembre 1997, Cracker Barrel compte 314 restaurants et vise à augmenter leur nombre d'environ 50 par an au cours des cinq années suivantes. L'entreprise abandonne la vente à emporter, en 1997, et se recentre sur restaurants et boutiques. Son président d'alors, Ron Magruder, déclare que la chaîne se concentre sur le renforcement de son thème central, offrant des menus traditionnels et la vente au détail dans leur cadre traditionnel, avec un bon service et de la musique country. La chaîne ouvre son premier restaurant et boutique ne se trouvant pas à proximité d'une autoroute, en 1998, à Dothan, en Alabama. Dans les années 2000, à la suite d'incidents, dont des accusations de discrimination raciale et une controverse sur sa politique de licenciement des employés homosexuels, l'entreprise lance une série d'activités promotionnelles, comme la vente au niveau national de livres de seconde main et un concours dont les prix vont d'une invitation aux Country Music Association Awards, à des chaises berçantes.

### Innovation et croissance
Le nombre de restaurants appartenant à Cracker Barrel augmente à nouveau fortement, entre 1997 et 2000, atteignant plus de 420 emplacements. En 2000 et 2001, la société souffrant d'une pénurie de personnel et d'infrastructures, liée à sa rapide croissance, met en œuvre une stratégie de recrutement plus rigoureuse et introduit de nouvelles technologies, comme son système informatique de « commande-placement ».  Dès la fin des années 1990, jusqu'au milieu des années 2000, l'entreprise se concentre sur l'ouverture de nouveaux points de vente dans les zones résidentielles. Elle actualise son marketing, en 2006, pour attirer de nouveaux clients, changeant la conception de ses panneaux publicitaires routiers, y incluant des images de plats proposés au menu. Auparavant, les affiches présentaient uniquement le logo de la société. Vers 2011, Cracker Barrel a ouvert plus de 600 restaurants dans 42 États,,.  La société annonce, le 17 janvier 2012, la mort de son fondateur Dan Evins des suites d'un cancer.

## Restaurants

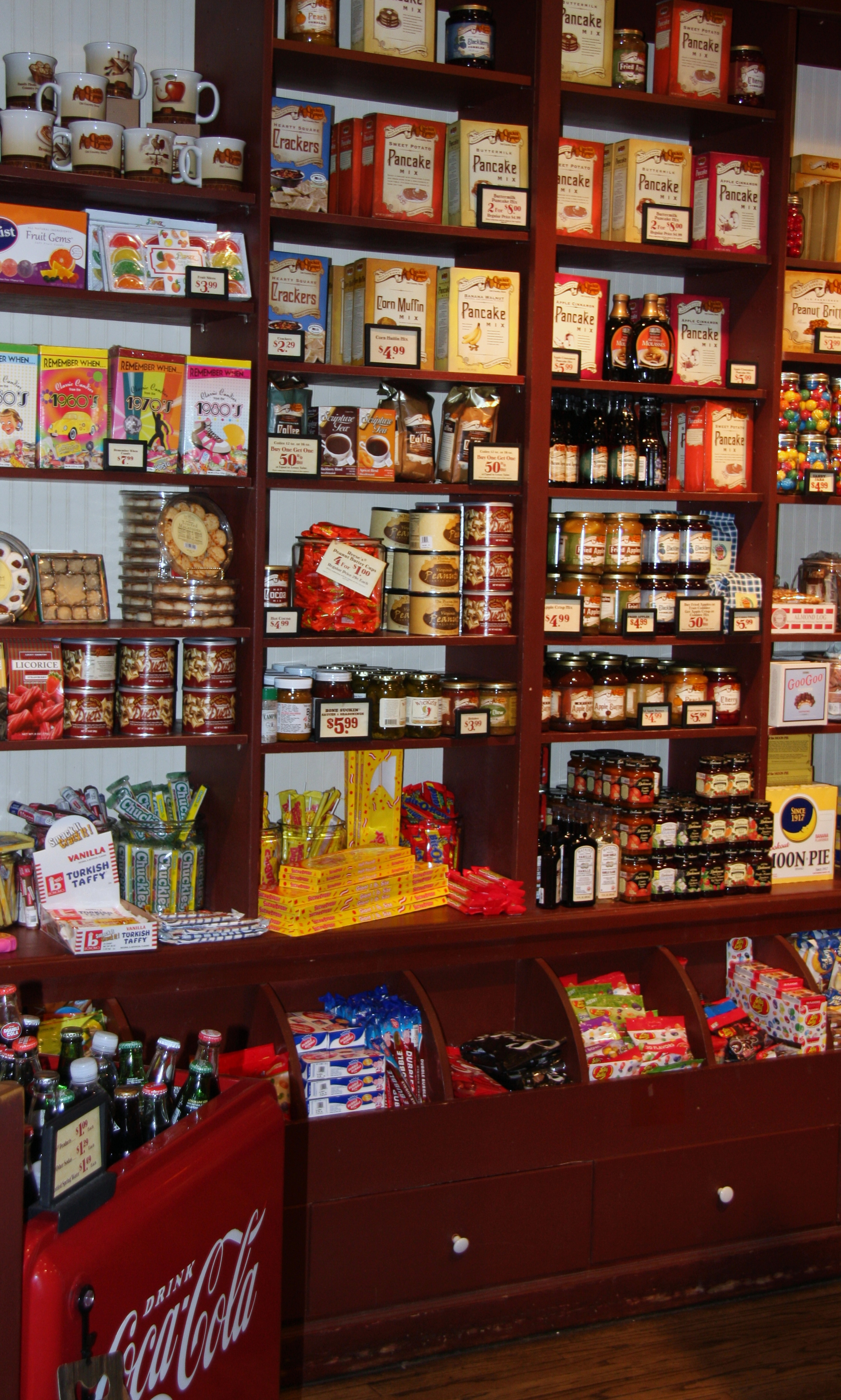
La boutique d'un Cracker Barrel.

### Cuisine et boutique
En tant que chaîne à thème, Cracker Barrel sert du comfort food typique du Sud, souvent qualifié de cuisine « bien de chez nous », et vend des articles cadeau comme des jouets ou des objets artisanaux,. Le petit déjeuner est servi toute la journée et il y a deux menus, l'un pour le petit déjeuner et l'autre pour le déjeuner et le dîner. Depuis l'ouverture du premier restaurant, le menu se compose de spécialités du Sud, comme les biscuits, le fried chicken et le catfish. Des spécialités de saison et régionales ont été ajoutées au cours des années 1980 et 1990,. En 2007, Cracker Barrel annonce son intention d'éliminer les acides gras trans de ses préparations culinaires,

### Implantations, service et décoration
À ses débuts, Cracker Barrel a décidé de s'implanter le long des Interstate et la majorité de ses restaurants s'y trouvent toujours,,. L'aspect extérieur imite celui d'un magasin traditionnel du Sud à la fin du XIXe ou début du XXe siècle. Les éléments de décoration de chaque magasin sont des objets artisanaux authentiques, comme des ustensiles de la vie courante des années 1900. Chaque restaurant dispose d'une véranda où s'alignent des fauteuils à bascule (rocking chairs), un jeu de solitaire en bois sur chaque table et une cheminée en pierre surmontée d'une tête de cerf. Le jeu de solitaire présent dans tous les Cracker Barrel depuis l'ouverture du premier magasin est toujours produit par la même famille à Lebanon, au Tennessee. Les éléments de décor comprennent généralement des objets artisanaux liés à l'histoire locale de la région. Ils sont gérés et stockés de manière centralisée dans un entrepôt du Tennessee, où ils sont catalogués pour une utilisation future dans l'une des succursales.

### Accueil du public et des médias
Cracker Barrel est connu pour la fidélité de ses clients,. Certains se déplacent même à travers tout le pays pour visiter ses différentes succursales. Le magazine Destinations a remis à Cracker Barrel le prix de la meilleure chaîne de restaurants. En 2010 et 2011, le Zagat Survey l'a désigné comme « meilleur petit déjeuner »,. La chaîne a été sélectionnée par l'Outdoor Advertising Association of America comme lauréat de l'OBIE Hall of Fame 2011 pour sa publicité extérieure. Dans une enquête auprès des consommateurs, réalisée par le magazine Restaurants & Institutions, elle est, pendant 19 années consécutives, citée comme « Best Family Dining » parmi un choix de chaînes de restauration nationales.

## Principaux actionnaires
Au 22 mars 2020.
| Montag & Caldwell         | 27,8% |
| Vanguard Group            | 10,4% |
| Brown Capital Management  | 10,2% |
| Trian Fund Management     | 9,48% |
| Biglari Capital           | 8,35% |
| JL Advisors               | 6,49% |
| Chilton Investment        | 5,90% |
| Karsch Capital Management | 5,11% |
| Franklin Mutual Advisers  | 4,21% |
| Wesley Capital Management | 3,83% |

Dans la fiction
Cracker Barrel est utilisé dans la série américaine The Ranch. Il s'agit de l'endroit où travaille le personnage Joanne, incarné par l'actrice Kathy Baker, amie du personnage principal Beau Bennett, incarné par l'acteur Sam Elliott et où ils se retrouvent et dînent souvent.